# 道弁
道弁（どうべん・道遍）は、鎌倉時代初期の御家人・浄土宗僧侶。俗名は渋谷 七郎（石川とも、諱不詳）。相模国大庭御厨石川郷の出身と伝えられるが、記録上石川郷があったのは、隣の渋谷荘であったこと、渋谷荘の支配者である渋谷重国の子重助の子孫が「石川氏」と名乗ったとされていることから、道弁も渋谷荘石川郷の渋谷氏（石川氏）の一員であったと見られている。

## 経歴
初めは鎌倉幕府の御家人であったが、建久4年（1193年）に熊谷直実が法然の許で出家したという話を知って、上洛して法然に弟子入りして出家した。この時25歳であったという（『円光大師行状画図翼賛』）。その後、数年間法然の許に近侍しており、親鸞が『西方指南抄』において「聖人根本ノ弟子」の1人と評した「シノヤ」とは「渋谷」すなわち道弁のことであったと考えられている。
その後、相模国に帰国して法然の教えを広めたほか、上総国周東にいた在阿らと宗義に関する往復問答を行って、在阿が良忠に弟子入りする仲介をしたとされている。
嘉禄3年（1227年）に発生した嘉禄の法難の時、道弁は京に駆けつけた。そして、延暦寺の僧兵から法然の遺骸を守るため、蓮生（宇都宮頼綱）、信生（塩谷朝業）兄弟、法阿（東胤頼）などの出家者や六波羅探題の武士団らとともに、東山の法然廟所から二尊院までの遺骸移送の護衛にあたった。